# Hysteropterum truncatellum
Hysteropterum truncatellum är en insektsart som beskrevs av Walker 1851. Hysteropterum truncatellum ingår i släktet Hysteropterum och familjen sköldstritar. Inga underarter finns listade i Catalogue of Life.